# Mundochthonius mexicanus
Mundochthonius mexicanus är en spindeldjursart som beskrevs av William B. Muchmore 1973. Mundochthonius mexicanus ingår i släktet Mundochthonius och familjen käkklokrypare. Inga underarter finns listade i Catalogue of Life.